# Yeah 3X
Yeah 3X è un brano musicale del cantante statunitense Chris Brown, estratto come primo singolo ufficiale dal suo quarto album di inediti, F.A.M.E. (Forgiving All My Enemies). Il singolo è stato pubblicato il 25 ottobre 2010 ed è stato prodotto da DJ Frank E.

## Descrizione
Brown ha detto che la strumentale della canzone è stata data a lui da DJ Frank E mentre era in studio a scrivere canzoni per altri artisti e se stesso. Ha dichiarato "Ho sentito la traccia e mi sono detto, è incredibile!. Mi ha dato la sensazione di Forever, così ho voluto fare di più di una canzone per il mio pubblico pop. Ho fatto un sacco di mix-tape, un sacco di dischi urban... il mio pubblico pop non ha realmente ha nulla da valutare, così volevo veramente dare loro un brano che li potesse accontentare, e sentivo che Yeah 3X era qualcosa di diverso, qualcosa di nuovo e positivo."
La canzone è un brano uptempo di genere dance pop, europop e electro house.
La canzone ha ricevuto diversi paragoni ad un altro brano di Brown, Forever, ma anche a stili musicali di altri artisti, tra cui David Guetta, Taio Cruz e i The Black Eyed Peas.

## Video musicale
Il video musicale prodotto per Yeah 3X è stato diretto da Colin Tilley, girato presso gli Universal Studios. e presentato su MTV il 21 ottobre 2010.
Il video ha ottenuto la certificazione Vevo.

## Controversie
Il produttore discografico e DJ scozzese Calvin Harris sostenne che Yeah 3X fosse un plagio del suo singolo del 2009 I'm Not Alone, twittando "Stavo mangiando i miei cornflakes quando ho sentito il nuovo singolo di Chris Brown questa mattina. Sapete a che mi riferisco?" e dopo aver ricevuto diversi messaggi discriminatori da parte di molti fan di Brown ritwittò "Non mi importa che mi definiate un nessuno. Plagiare è plagiare, non importa chi sei! Non significa nulla che Chris Brown sia una celebrità internazionale, non può comunque plagiare un ragazzo che pochi conoscono".
Successivamente il produttore ha dichiarato in un'intervista "Dopo averlo incontrato scoprii che lui nemmeno sapeva della mia esistenza, e questa è la cosa più divertente. Però il produttore del brano, DJ Frank E, sapeva bene chi fossi, è un produttore rispettato, ha lavorato con Tiësto su alcuni brani, forse è lì che è nato il collegamento. Diciamo che è stata tutto una coincidenza divertente.
Infine dopo aver parlato con Brown, il cantante decise di aggiungere il nome di Harris nei crediti della canzone.

## Tracce
Download digitale
1. Yeah 3x – 4:01

EP Digitale
1. Yeah 3x – 4:01
2. Deuces (feat. Drake, T.I., Kanye West, Fabolous, Rick Ross & André 3000) (Remix) – 6:43
3. Deuces (feat. Drake & Kanye West) (Remix) – 4:34

## Classifiche

### Classifiche settimanali
| Classifica (2010) | Posizione massima |
| ----------------- | ----------------- |
| Australia         | 4                 |
| Austria           | 18                |
| Belgio (Fiandre)  | 8                 |
| Belgio (Vallonia) | 12                |
| Canada            | 12                |
| Danimarca         | 6                 |
| Francia           | 89                |
| Germania          | 7                 |
| Irlanda           | 8                 |
| Italia            | 55                |
| Lussemburgo       | 5                 |
| Norvegia          | 11                |
| Nuova Zelanda     | 1                 |
| Paesi Bassi       | 22                |
| Repubblica Ceca   | 62                |
| Regno Unito       | 6                 |
| Slovacchia        | 12                |
| Stati Uniti       | 15                |
| Stati Uniti (Pop) | 7                 |
| Svezia            | 14                |
| Svizzera          | 22                |
| Ungheria          | 8                 |

### Classifiche di fine anno
| Classifica (2011) | Posizione |
| ----------------- | --------- |
| Stati Uniti       | 49        |